# معاهده پاریس (۱۲۲۹)

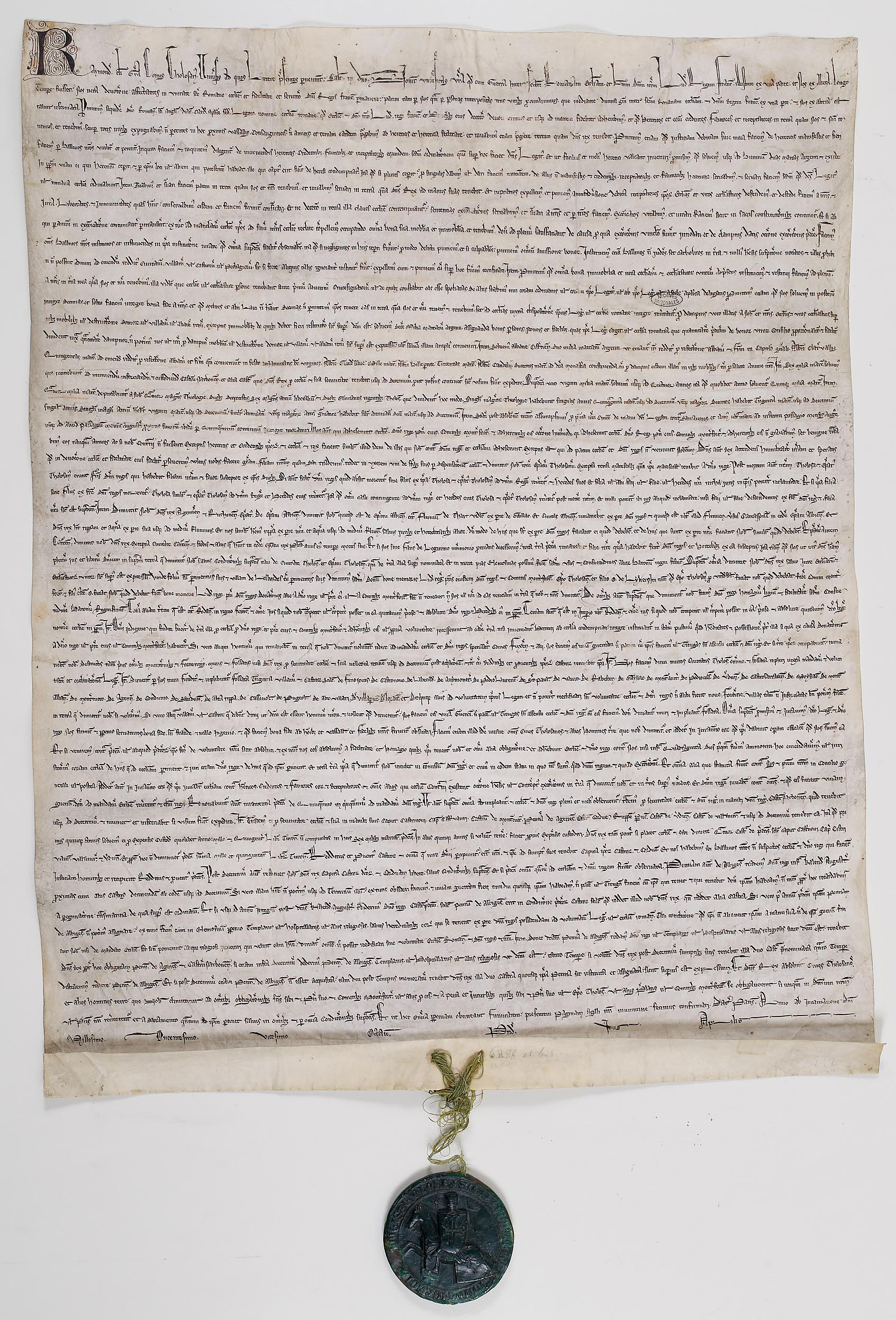
نسخه‌ای از معاهده پاریس

معاهده پاریس (انگلیسی: Treaty of Paris) که با نام معاهده مو نیز شناخته می‌شود در ۱۲ آوریل ۱۲۲۹ میان ریموند هفتم، کنت تولوز و لوئی نهم در منطقه مو، فرانسه به امضا رسید. از آنجایی که لوئی هنوز به سن قانونی نرسیده بود، مادرش بلانش کاستیل نایب حکومتش بود. بلانش به ریمون پیشنهاد داد که در ازای به رسمیت شناختن وی به‌عنوان کنت تولوز، وی در مبارزه علیه کاتارها شرکت کند؛ تمامی اموال کلیسا را بازگرداند؛ تمامی قلعه‌های خود را تسلیم و استحکامات تولوز را تخریب کند. علاوه براین ریمون، مجبور شد دخترش، جوآن را به ازدواج برادر لوئی هشتم، آلفونس، درآورد. پس از موافقت ریمون با این شرایط، جنگ صلیبی کاتاری رسماً به پایان رسید.